# День изобретателя и рационализатора (Россия)
«День изобретателя и рационализатора» — профессиональный праздник изобретателей и рационализаторов, который отмечается в Российской Федерации ежегодно, в последнюю субботу июня.

## История
Указом Президиума Верховного Совета СССР от 24 января 1979 года этот праздник получил в Советском Союзе официальный статус и последняя суббота июня месяца была закреплена как «Всесоюзный день изобретателя и рационализатора».
В то время, являясь административными единицами СССР все Советские Социалистические Республики отмечали «День изобретателя и рационализатора» вместе, но после перестройки и распада Советского Союза ситуация изменилась. Обретя независимость, некоторые постсоветские республики перенесли этот праздник на другой день, некоторые изменили его название, а некоторые и вовсе его упразднили. Однако, российская власть, посчитала эту традицию достойной продолжения и «День изобретателя и рационализатора» по прежнему отмечается в России в последнюю субботу июня, хотя и с меньшим размахом. По прежнему в этот день, специальная комиссия  при Российской академии наук (РАН) представляет наиболее выдающихся людей к представлению на звание «Заслуженный изобретатель Российской Федерации» и «Заслуженный рационализатор Российской Федерации».[стиль]
Также, в последнюю субботу июня, «День изобретателя и рационализатора» отмечают и в Республике Беларусь.